# Clément Allemand
Clément Allemand est un homme politique français né le 17 octobre 1826 à Brioude (Haute-Loire) et décédé le 27 mars 1900 à Brioude.

## Biographie
Élève à Brioude, Clément Allemand est bachelier en 1846. Avoué à Brioude en 1863, puis juge au tribunal civil, il est un opposant au second Empire. En 1870, il participe à l’administration de la ville. Membre du Comité de défense nationale, il prend une part active à l’organisation de la compagnie des francs-tireurs de Brioude. Il est élu en 1875 au Conseil général par les électeurs du canton de Langeac. 
Il est élu sénateur de la Haute-Loire le 10 mars 1891, succédant à Edmond de la Fayette, décédé le 11 décembre 1890. Il est réélu en 1897. Il appartient, de 1891 à 1900 au groupe de la gauche démocratique. 